# 楯筑坟丘墓

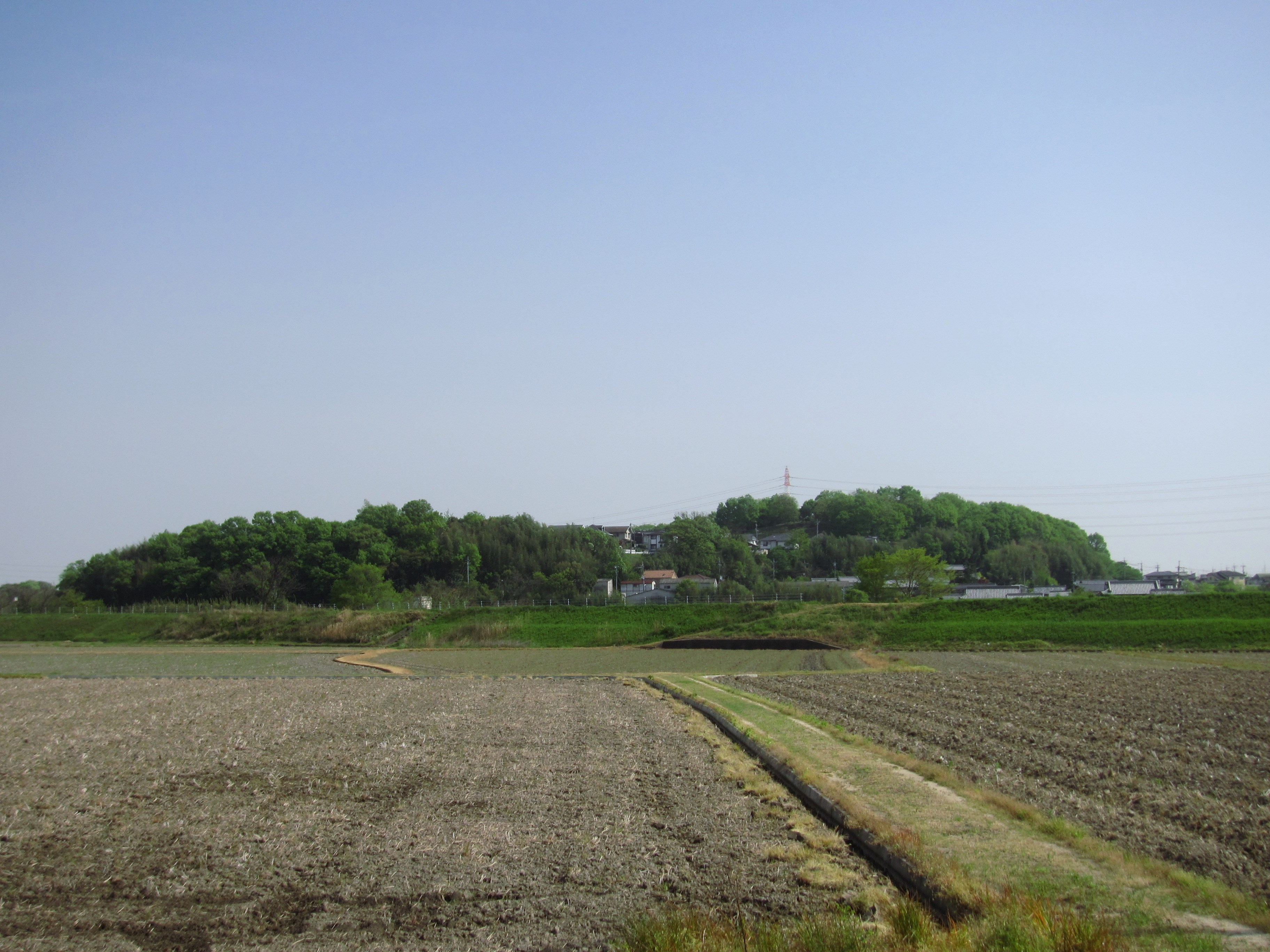
遺跡遠景
坟丘墓位于丘陵的右側頂上。

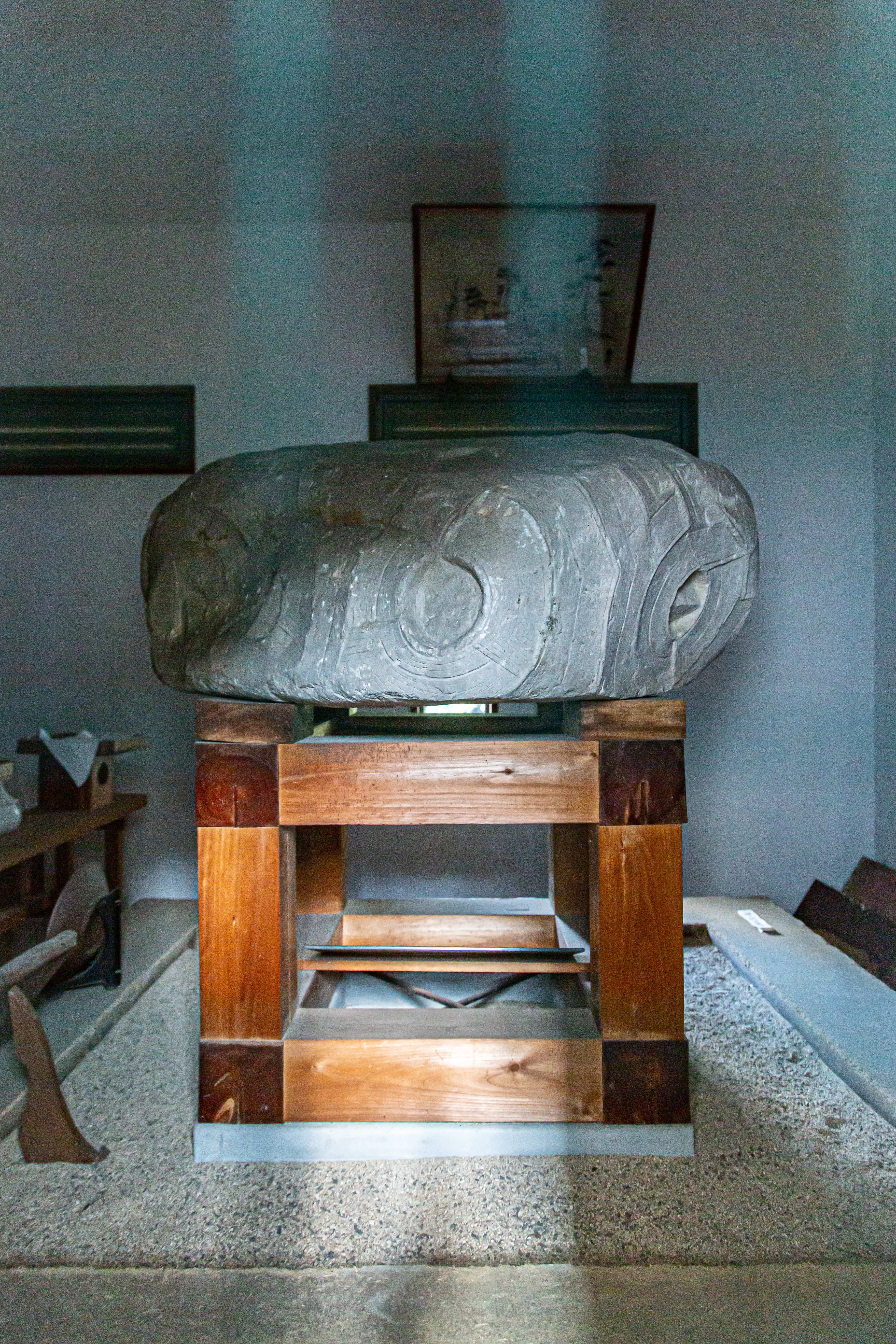
楯築墳丘墓内保存的旋帶文石（原件）

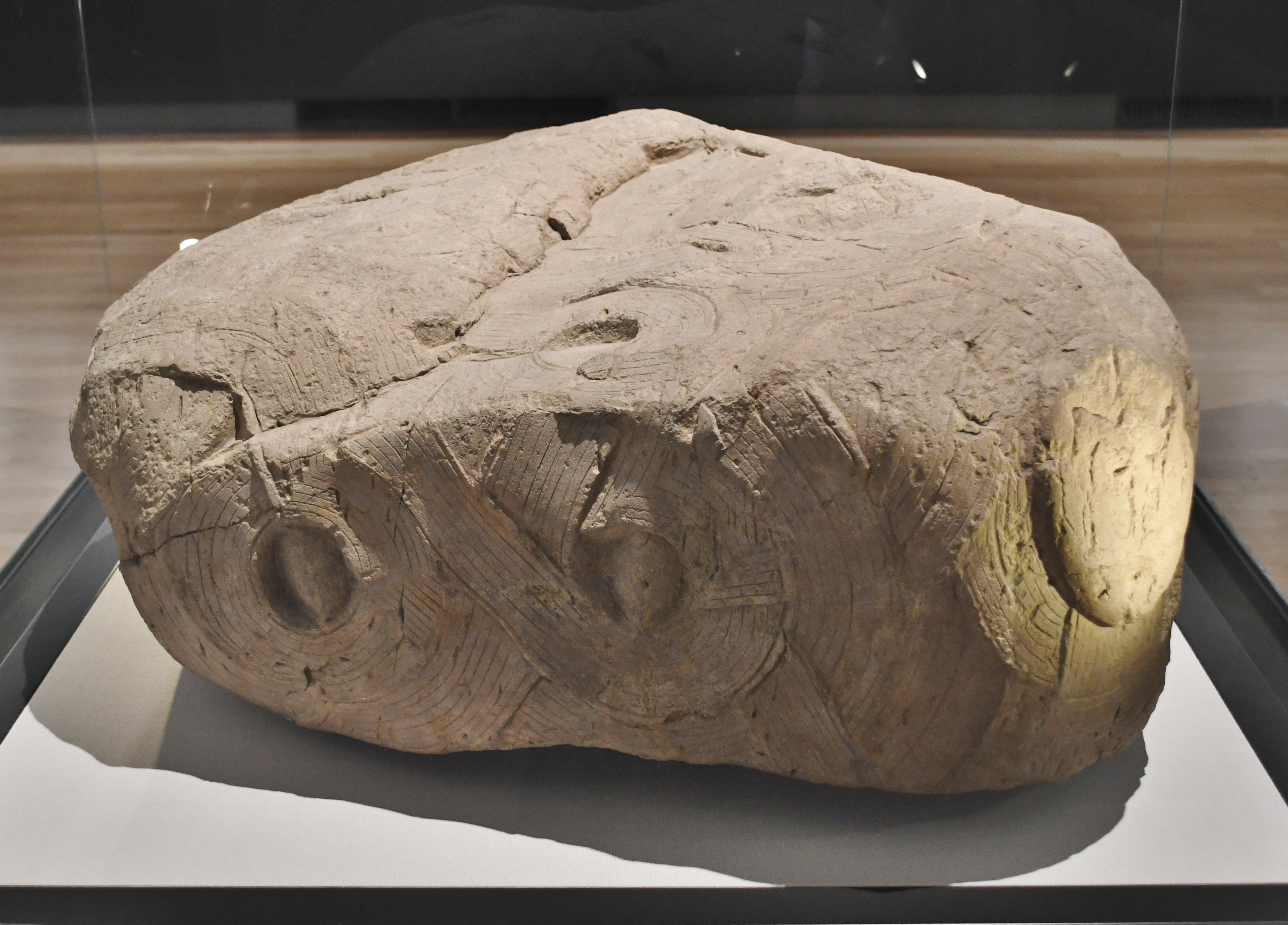
旋帶文石（复制品）
东京国立博物馆展示。

楯筑坟丘墓是位于日本岡山縣倉敷市矢部的双方中円形墳丘墓，1981年指定为日本国史迹，出土的旋帶文石被指定为日本重要文化財。

## 概述
楯筑坟丘墓是一个酋长的墓葬，建于彌生時代晚期（2世纪后半至3世纪初），位于王墓山丘陵的北侧。坟丘到处都出土了许多陶器碎片，大部分是壶形陶器和特殊器台、特殊壶的碎片。主丘呈不规则的圆形，直径约43米，高4-5米，其东北和西南侧各有一个矩形的突出部，目前已确认的突出部两端总长为72米，是同一时期日本最大的弥生坟丘墓。
坟丘顶部设有5块巨大的立石环绕木棺，斜面有上下两列列石如栅栏般环绕，两列列石之间铺有圆砾带。仅上列的列石，便使用了20余个大石头与百余个长1米左右的小石头间隔而成。由于小区建设，北东侧突出部大部分已被破坏，西南侧突出部则建有供水塔，但突出部的尽头未被破坏。。

## 調査發掘
昭和51年（1976年）至昭和61年（1986年）期间，以岡山大學文学部考古学研究室为中心的调查团队共进行了6次调查。
考古学家在主墳中确认了两处埋葬设施，墓主被认为埋葬在墳丘中心部地下1.5米处的木棺。出土木棺全长约2米，宽约0.7米，棺底铺有重达30公斤的硃砂。未出土遗骨，仅出土了两块微小牙齿碎片。木棺外有木制外箱（木槨），全长3.5米、宽1.5米。随葬品放在外槨中，有一把铁剑，两个项链，以及一组多颗玻璃珠和小管珠，现存岡山大学考古学资料馆。另外一处埋葬设施位于中心埋葬地点东南9米处，仅发现了微量的朱砂，未出土其他物品。缺少随葬品的贫弱，可能与权力或财富无关，更可能是反映了当时的葬礼习俗。
建造小区时，（参见庄地区#人口增加问题），被破坏的东北侧突出部分，曾有石列和朱砂涂覆的壶型土器。
在昭和56年（1981年）12月9日被指定为日本国史迹。

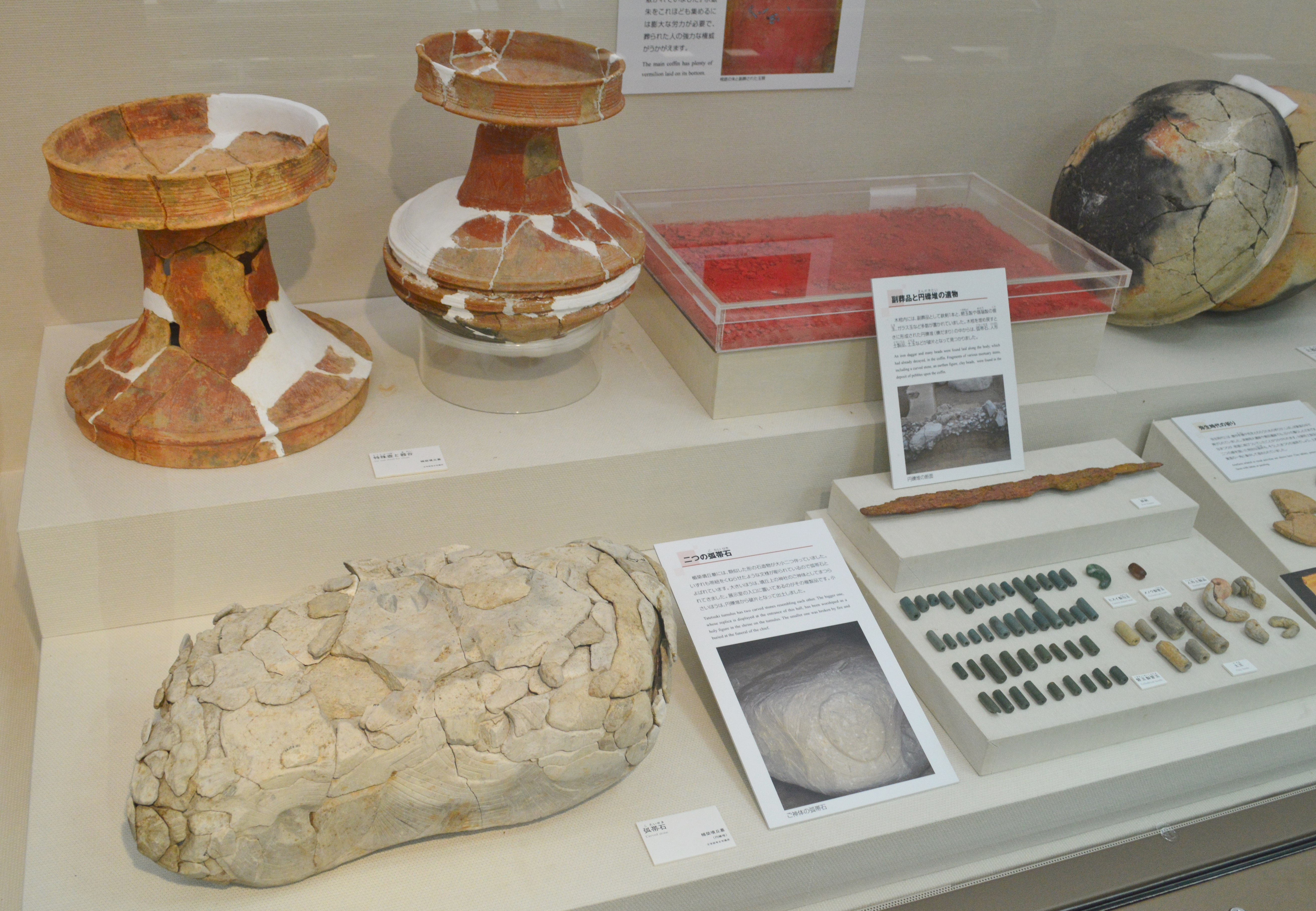
出土品 岡山大学考古資料展示室展示。
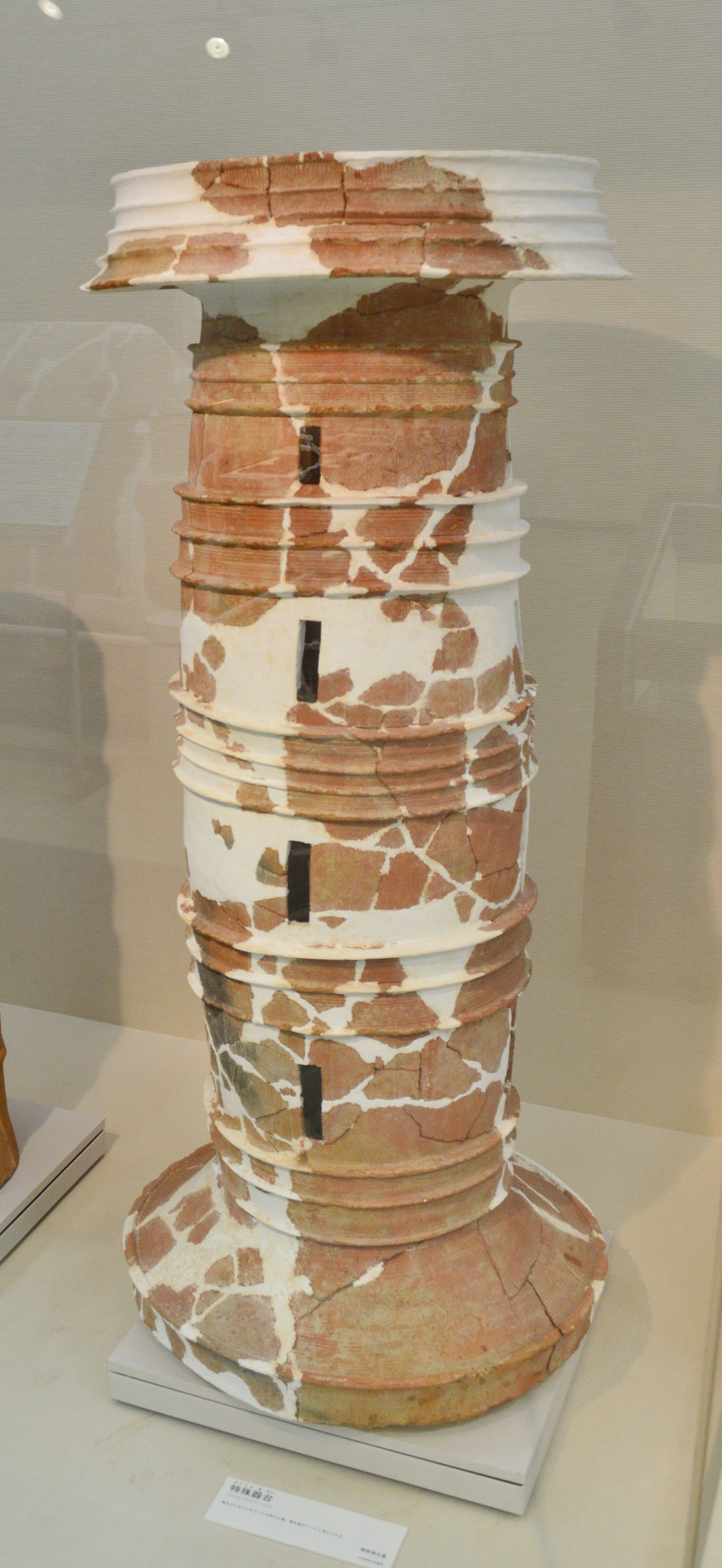
出土特殊器台 岡山大学考古資料展示室展示。

## 旋帶文石（弧帶文石）
墳丘上曾建有楯築神社，一直延续到大正时代初期。神社内一直供奉着一块被称为神石（亀石）的传世石头。石头全表面刻有类似毛线束绕成的弧带纹样，是代代相传的神体。现在，这块石头被安置在这个遗址附近的保管所里，被称为"传世弧带文石"。
据说，这种弧带纹与缠向遗址的弧文圆板以及葬礼仪式有共通之处。在这里也保留有吉備津神社和鬼之城等地的溫羅传说，据说吉備津彥命为了准备与温羅的战斗，建造了石楯，并进行防御准备。

## 文化財

### 重要文化財（国指定）
- 旋帶文石 岡山縣倉敷市矢部楯築遺跡出土。1982年（昭和57年）6月5日指定[2]。

### 國之史跡
- 楯築遺跡 - 1981年（昭和56年）12月9日指定[3]。

## 脚注
1. ↑  「古墳以前の墳丘墓－楯築遺跡をめぐって」近藤義郎 『日本考古学研究序説増補版』岩波書店2001年3月第1刷 ISBN 4-00-001769-1
2. ↑   - 國指定文化財等數據庫（日語）
3. ↑   - 國指定文化財等數據庫（日語）